# Mexicali
Mexicali (pronunciado: [ˌme.xiˈka.li], /mejicali/ⓘ) es una ciudad mexicana, capital del estado de Baja California y cabecera del municipio homónimo. Se encuentra localizada en el extremo noroccidental del valle de Mexicali, en la frontera con Estados Unidos. Ubicada en 32°39′48″ de latitud norte, se trata de una de las ciudades más septentrionales de México e Hispanoamérica en su conjunto. De acuerdo al Censo de Población y Vivienda 2020, efectuado por el INEGI y publicada el 25 de enero de 2021, Mexicali es la decimoséptima ciudad más poblada del país, con una población de 854 186 habitantes.
En Mexicali se concentran las sedes de los poderes Ejecutivo, Legislativo y Judicial del Gobierno del estado de Baja California, así como las dependencias gubernamentales del Gobierno Federal y del Ayuntamiento de Mexicali. Fundada el 14 de marzo de 1903, es la capital estatal más joven de México.
Se destaca a nivel nacional por haber registrado en verano la temperatura más alta en México (52.7 °C), así como por ser de las ciudades con más bajo nivel de precipitación anual y una de las zonas más sísmicas de todo el país. Su PIB per cápita es de 11 658 dólares, el más alto de todo Baja California y el segundo más alto del Noroeste de México, solo debajo de Los Cabos, Baja California Sur.
Mexicali es considerada una ciudad versátil, sustentada por el crecimiento de su sector agropecuario, su impulso en el ramo industrial (principalmente en el área aeroespacial), en el sector de servicios (como el turismo médico), y desde 2017, ha tenido un auge en el sector inmobiliario, siendo una de las ciudades con mayor plusvalía en la actualidad.

## Cruce fronterizo
Mexicali cuenta con dos garitas dentro de la mancha urbana: la primera se encuentra en la zona centro de la ciudad la antigua Garita Centro, Garita "Vieja" o Garita Río Nuevo, con 12 carriles de circulación hacia Calexico (California); la segunda, llamada Garita Nuevo Mexicali o Garita Nueva, se encuentra a 6 km al oriente de la primera garita y cuenta con 10 carriles.
La relación entre Mexicali y Calexico es muy grande, ya que entre ambas ciudades hay un gran vínculo tanto económico como social, cultural y demográfico. Las garitas que unen a ambas ciudades registraron en 2014 un cruce promedio de 4,7 millones de vehículos de pasajeros, con un total 7,2 millones de personas y 4,5 millones de peatones al año en sentido de sur a norte, lo cual está catalogada por la Oficina de Aduanas y Protección Fronteriza de los Estados Unidos como el quinto cruce más transitado del mundo (en México solo debajo de Ciudad Juárez - El Paso y Tijuana - San Diego.

## Toponimia
La palabra «Mexicali» surge de la contracción de los nombres «México» y «California» (de la misma manera surge «Caléxico»); por lo que sigue la misma pronunciación con j /mejicali/. Se dice que ese nombre fue impuesto en 1902 por el coronel Agustín Sanginés, entonces jefe político del Distrito Norte. Aunque el gentilicio oficial es «mexicalense», es común el término «cachanilla», que es una planta que se encuentra en esas tierras, particularmente junto a canales de agua de riego. También existe el hipocorístico Chicali para referirse a la ciudad, aunque su empleo es informal y probablemente un chicanismo, o parte de una jerga marginal; empero, es empleada de facto dentro de la cultura cachanilla y tuvo un claro ejemplo de su uso en la revista El Chicali News creada por Manuel Alberto León.

## Historia

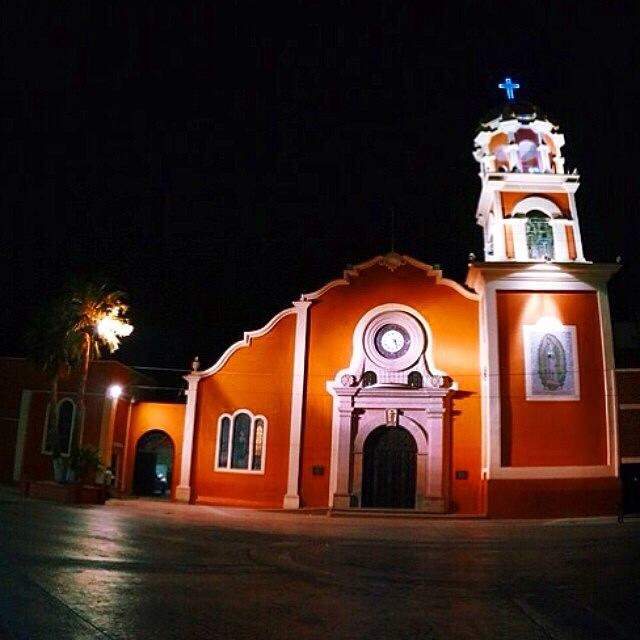
Catedral de Nuestra Señora de Guadalupe.

A finales del siglo XIX el gobierno federal adjudicó a Guillermo Andrade grandes extensiones de terrenos en esta parte del país, buscando colonizar la zona fronteriza con Estados Unidos. En el valle agrícola se inició el desarrollo de Mexicali con la instalación de empresas dedicadas a la irrigación que deseaban aprovechar el agua del río Colorado en la agricultura, promoviendo la construcción de canales de riego entre 1898 y 1900.

### Primeros viajes
La primera descripción del sitio en donde hoy se ubica la ciudad de Mexicali se hizo en el diario llevado por Juan Bautista de Anza, en su segundo viaje realizado de Sonora a la Alta California en diciembre de 1775, en el que relata: "Llegamos a una barranca seca en donde se encontraba vastedad de leña de mezquite que mucho nos ayudó para defendernos del gran frío que hacía". Al firmarse el Tratado de Paz y Límites entre México y Estados Unidos, se traza la línea divisoria entre los dos países. En el plano levantado en el lugar se marca la Línea Internacional con el señalamiento "constantemente seco". En este lugar difícilmente podrían haberse encontrado asentamientos humanos. Sin embargo, debemos señalar que cuando el río Colorado corría en condiciones naturales, durante las crecientes veraniegas ocasionalmente se derramaba sobre el río Nuevo y se formaban pequeñas lagunas en su cauce.

### Fundación

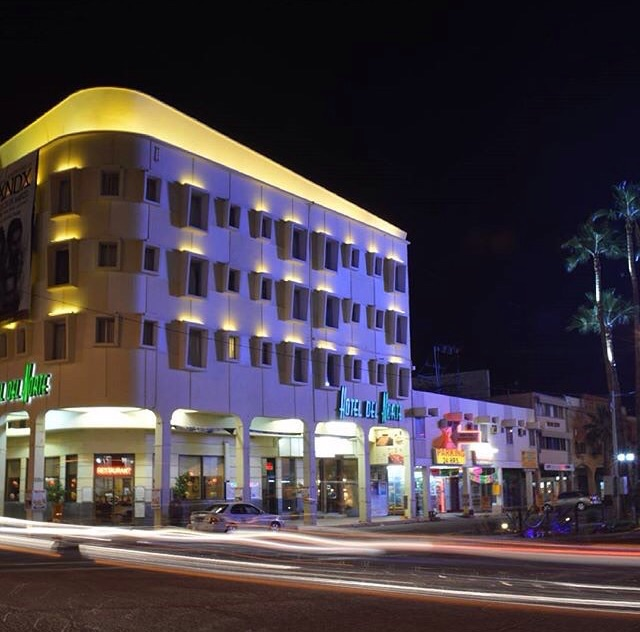
Hotel Del Norte, clásico símbolo de la ciudad, ubicado en la zona centro.

Guillermo Andrade, cónsul mexicano en Los Ángeles, empezó a adquirir tierras en lo que se conoce como valle de Mexicali, hasta poseer casi la totalidad. En 1904, vende casi la totalidad de las tierras a la empresa Colorado River Land Company, misma que impulsa la colonización del valle, a la par que se venía impulsando el desarrollo del valle de Imperial. Eso obliga a que haya asentamientos de los trabajadores. A principios del siglo pasado, en el año de 1901 Mexicali era solo unas cuantas casas, con excepción de alguno que otro asentamiento humano como el de Los Algodones; la comunidad indígena cucapá llevaba cientos o quizás miles de años habitando esta inhóspita región.
Anthony Heber, un ciudadano estadounidense, adquirió en 1902 de la Sociedad de Irrigación y Terrenos de la Baja California S.A., una superficie de 187 hectáreas en la esquina que formaban la línea internacional y el río Nuevo, donde se encontraban los recién llegados mexicanos y pidió que dibujara un plano del nuevo poblado. En ese mismo año llegó desde Ensenada, que era la capital del Distrito Norte de la Baja California, a este lugar, el jefe político, Coronel Agustín Sanginés y acuñó el nombre de la ciudad. La pequeña población siguió creciendo y a medida que aumentaba el número de habitantes, se empezaron a crear negocios. El día 15 de marzo de 1903, se nombró Juez Auxiliar de Paz, dependiente de Los Algodones, al señor Manuel Vizcarra.
El 4 de noviembre de 1914, el entonces jefe político, Mayor Baltazar Avilés decretó la municipalidad de Mexicali y convocó además a elecciones para formar el primer ayuntamiento, el cual fue encabezado por Francisco López Montejano. De 1927 a 1930, el Ayuntamiento de Mexicali se mantuvo como consejo y de 1930 a 1952 como delegación, hasta que Baja California deja de ser territorio para convertirse en el estado mexicano N.º. 29.
En 1968 se organizó un congreso de historia para determinar la fecha de fundación de Mexicali y en ese congreso se determinó que el día en que se nombró la primera autoridad de Mexicali fuera designado como la fecha de su fundación.

### Agricultura
Las primeras áreas que se abrieron al cultivo en el valle de Guadalupe Mexicali fueron sembradas con forrajes en apoyo a las explotaciones ganaderas que existían. Fue a partir de 1912 que se inició la siembra del algodón. La superficie sembrada con este cultivo se fue ampliando en la medida que se incrementaba la red de canales de riego. En 1914 se inició la Primera Guerra Mundial y los precios de la fibra se elevaron, induciendo a los agricultores a sembrar superficies mayores. Esta producción de fibra demandó la construcción de despepitadoras, compresoras y plantas procesadoras de aceite, mismas que requerían de operadores que poco a poco fueron constituyendo el sector obrero en Mexicali.

### Inmigración china

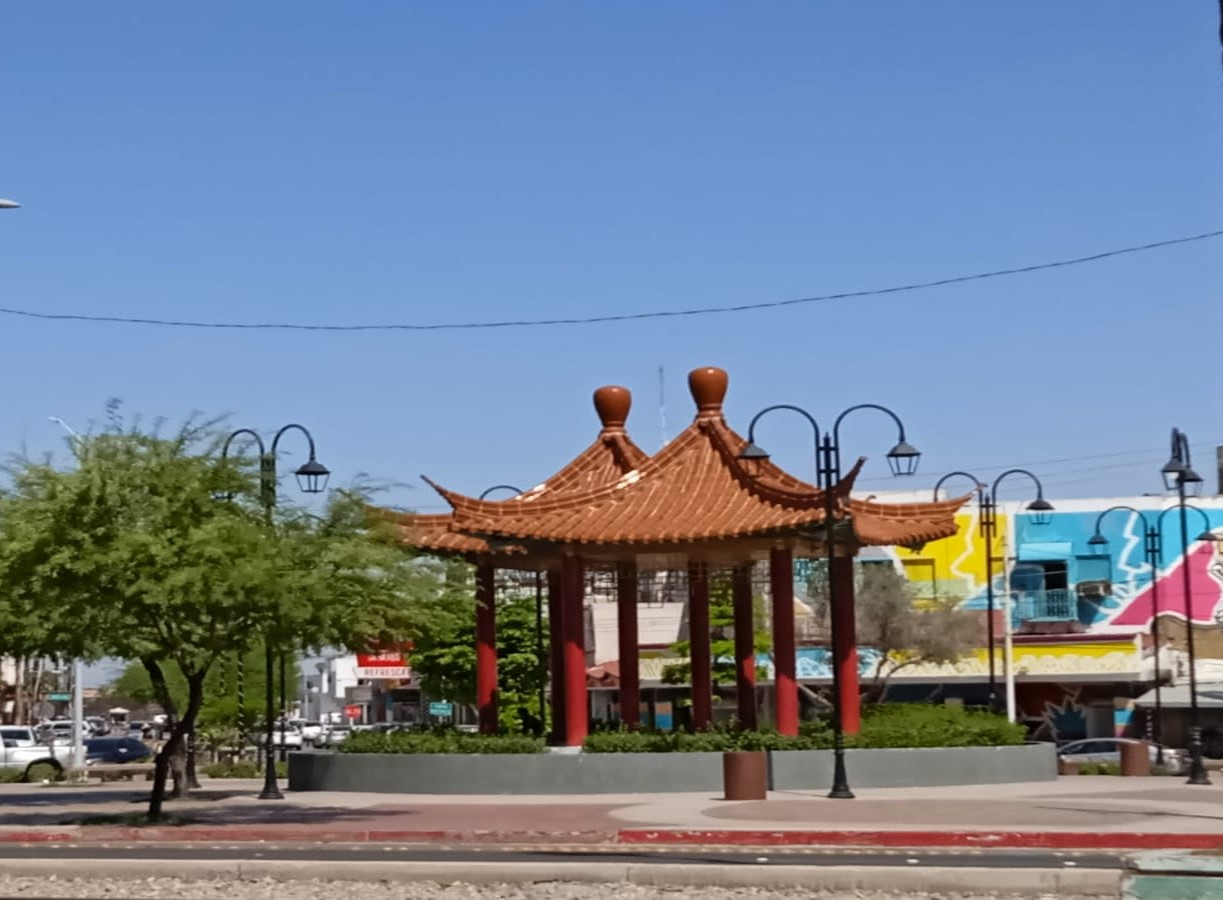
Pagoda china de La Chinesca en Mexicali.

A finales del siglo XIX se propició una fuerte inmigración de chinos hacia Estados Unidos con el fin de trabajar en la construcción de vías férreas del Ferrocarril Inter-California de Mexicali hasta Algodones así como los canales de irrigación agrícola.
Al concluirse las obras de irrigación, el país del norte empezó a rechazarlos hasta que en 1904, se emitió una ley que prohibía su entrada. Esto casi coincidió con el desarrollo agrícola de Mexicali que requería de mano de obra y los mexicanos existentes no eran suficientes en ese tiempo para proporcionarla. Por este motivo, de 1910 a 1920 se facilitó la entrada de asiáticos a trabajar en esta región, los cuales se asentaron predominantemente en lo que tiempo después se conocería como La Chinesca, barrio chino que aún existe dentro de la primera sección o centro de la ciudad. Debido a esto, en Mexicali se considera la cocina china como típica de la ciudad, con más de 200 restaurantes.

### Asalto a las Tierras
En 1902 se formó la Colorado River Land Company S.A. bajo las leyes mexicanas y adquirió esas tierras para explotarlas, cosa que no había logrado Andrade por falta de suficientes recursos económicos. La Colorado siguió la política de arrendar sus tierras a otras compañías agrícolas, generalmente estadounidenses y chinas, con el compromiso de que las desmontaran, canalizaran y acondicionaran para el cultivo, cobrándoles en los primeros años cuotas reducidas. En esta forma entró en cultivo casi la mitad de la superficie del valle que no era afectada por las inundaciones veraniegas del río. A partir de los años treinta, también empezó a rentar terrenos a campesinos mexicanos en superficies menores.
Cuando entró en funcionamiento la presa Hoover que controló el flujo del río Colorado, se pudieron sembrar las superficies correspondientes a la parte sur, que antes se inundaban, entonces se establecieron ranchos de personas originarias de Japón, la India y también de México.
Como la inmigración proveniente del interior de México continuaba, aumentó la presión de campesinos nacionales solicitando tierras para cultivo, así, en 1937 se suscitó el llamado Asalto a las Tierras, que provocó el reparto agrario realizado por el presidente Lázaro Cárdenas, después en 1945 el gobierno mexicano adquirió de la Colorado los terrenos que aun poseía y los entregó exclusivamente a colonos mexicanos. En esta forma, después de más de cuarenta años de posesión de casi todo el valle de Mexicali, la Colorado River Land Company S.A. se retiró de Baja California.

### Industrialización

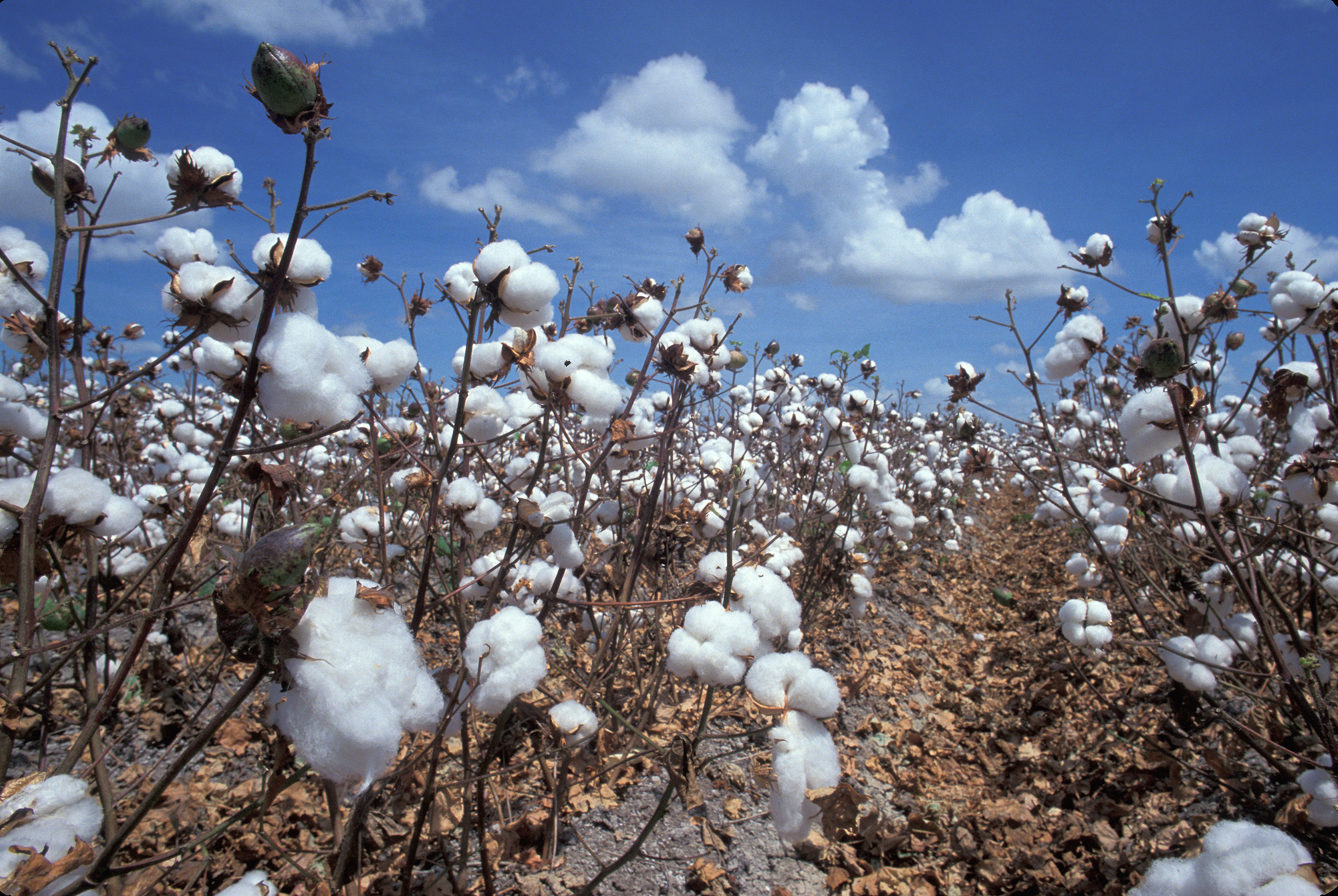
El despepite del algodón ha sido el símbolo de la industrialización del valle

La primera actividad que pudiera considerarse como industrial se presentó cuando entró en operación la primera despepitadora de algodón en 1917. Aunque los directivos de la empresa y los mayordomos eran estadounidenses, los obreros fueron mexicanos y así en esa época nació el sector obrero en Mexicali.
En los años veinte la industrialización se diversificó, se establecieron empresas procesadoras de la semilla del algodón como los molinos para la obtención de aceite, en 1923 se instaló la Compañía Industrial Jabonera del Pacífico S. C. de R. L. que procesó el aceite de semilla de algodón para transformarlo en jabón y grasa comestible. Ese mismo año, se construyó la Cervecería Mexicali que beneficiaba la cebada producida en el valle. También en esa época se construyeron tres molinos de trigo que utilizaban como materia prima la producción local.
En los cincuenta, proliferaron las empresas procesadoras de agroquímicos y se instaló también Aceros del Norte S.A. que utilizaba chatarra para producir acero.
En los años sesenta, se generalizó el establecimiento Parques industriales para la instalación de maquiladoras de diferentes productos, ensambladoras de las que fue más importante la Kenworth y las procesadoras de plásticos.

### Terremoto de Sierra El Mayor - Cucapá

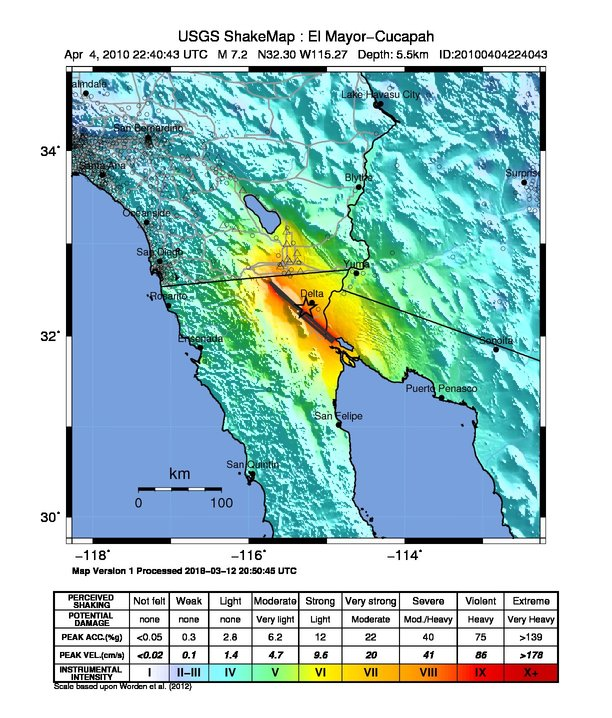
Mapa del epicentro del terremoto ocurrido el 4 de abril de 2010.

El Terremoto de Baja California de 2010 fue un sismo ocurrido a las 15:40:40 hora local (UTC-7), del domingo 4 de abril de 2010, que alcanzó una magnitud de 7.2 {\displaystyle M_{\mathrm {w} }}. Según el Servicio Geológico de Estados Unidos, el epicentro del sismo se registró a 60 km al sursureste de Mexicali.
El sismo fue sentido muy fuerte en la zona septentrional del estado de Baja California y la frontera México-Estados Unidos; también fue percibido en ciudades de poniente como Tijuana, Ensenada, Tecate y del sur del estado estadounidense de California como San Diego, Los Ángeles y el estado de Arizona.
La intensidad del sismo causó daños a la infraestructura eléctrica en la zona del valle de Mexicali resultando con afectaciones la línea de transmisión proveniente de Tijuana, la subestación Rosita y la línea de interconexión con el Valle Imperial, en Estados Unidos lo que provocó la interrupción del suministro eléctrico en la ciudad y sus alrededores. Por otra parte, la carretera Tijuana-Mexicali colapsó a la altura del kilómetro 21 La Rumorosa. En afectaciones de otra índole, sufrieron daños graves los canales de riego Nuevo Delta y Reforma y afectando a 60 000 hectáreas de cultivo en el valle de Mexicali.
El mismo día del terremoto, la Secretaría de Gobernación reportó la muerte de una persona al colapsar su vivienda y la atención médica de otras tres tras sufrir crisis nerviosas. Más tarde, la Dirección de Protección Civil Estatal confirmó la muerte indirecta de otra persona que fue atropellada al salir de su vivienda cuando ocurría el sismo y de un saldo de cientos de lesionados. El valle de Mexicali fue afectado de manera grave, al perder comunidades casi enteras sus viviendas y tierras de cultivo, por las inundaciones causadas por el terremoto.

## Cronología de Mexicali
- 1903: El 14 de marzo, se funda la ciudad de Mexicali, con Manuel Vizcarra como primer representante oficial.
- 1904: El 23 de mayo, se registran los primeros asentamientos, donde actualmente se delimita la Delegación González Ortega,[30] conocido informalmente como Palaco.
- 1906: Inundación de los Valles de Mexicali-Imperial-Coachella-Yuma, la cual destruye los nacientes poblados.
- 1909: Inicia la operación del Ferrocarril Inter-California de Mexicali hasta Los Algodones.
- 1915: El primero de enero, Francisco L. Montejano, entró en funciones como primer presidente municipal; el 20 de noviembre, Mexicali se convierte en capital del Territorio Norte de Baja California.
- 1920: Primer asentamiento de inmigrantes chinos.
- 1937: el 27 de enero, se expropia por decreto del presidente Lázaro Cárdenas del Río la Colorado River Land Company suscitando a un movimiento agrario llamado Asalto a las Tierras.
- 1942 Se conecta por Ferrocarril Sonora Baja California al sur del país.
- 1952: El 1 de marzo, se reconoce oficialmente a Mexicali como capital del estado n.º 29 Baja California, y se instala el primer ayuntamiento.
- 1957: Fundación de Canal 3 XHBC Tu Canal, el cual trasmite desde Av. Madero, Zona Centro de Mexicali.
- 1957: Mediante la promulgación de su Ley Orgánica, publicada el 28 de febrero, se funda la Universidad Autónoma de Baja California.
- 1961: Se funda el Centro de Enseñanza Técnica y Superior.
- 1963: Edificación del campus Mexicali de la UABC por el presidente Adolfo López Mateos.
- 1964: Se funda el bosque y zoológico de Mexicali.
- 1976: Se consolida el centro cívico de Mexicali, uno de los más grandes en el país.
- 1979: El 15 de octubre, un sismo de 6.6° azota la zona valle y urbana de Mexicali.
- 1979: se establece la Universidad Pedagógica Nacional.
- 1981: se funda el Instituto Tecnológico de Mexicali.
- 1986, el 3 de enero, el entonces presidente de Estados Unidos, Ronald Reagan, y el presidente de México, Miguel de la Madrid, se reunieron en el edificio del Ejecutivo Estatal del centro cívico.
- 1989: el 26 de abril, se inaugura Plaza La Cachanilla, una de las más grandes en su tiempo.
- 1989: el 2 de julio, Ernesto Ruffo Appel gana las elecciones a Gobernador de Baja California. El 1 de noviembre toma el cargo, por lo que se convierte en el primer Gobernador Panista de México.
- 1999: el 7 de noviembre, se crea el Desarrollo Comercial Nuevo Mexicali en la Delegación González Ortega.
- 2003: en su fecha de fundación, Mexicali festeja sus primeros 100 años.
- 2005: el INEGI reconoce oficialmente la Zona Metropolitana de Mexicali.
- 2006: se funda la Universidad Politécnica de Baja California.
- 2008: entre febrero y marzo, se producen más de 500 sismos en la zona valle y urbana de Mexicali.
- 2009: el 30 de diciembre, un sismo de 5.9° golpea la ciudad y zona valle.
- 2010: el 4 de abril a las 15:40 (UTC-8), un sismo de 7.2° ocurre en la zona valle de Mexicali: afecta edificios públicos y privados, carreteras y bulevares, y deja 5000 familias afectadas en la ciudad y valle y 4 muertos.
- 2011: el 8 de septiembre, una falla de interconexión eléctrica en Arizona, EUA, provoca una interrupción en el suministro eléctrico en todo Baja California durante 12 horas.[31]
- 2014: se presenta iniciativa en el Congreso de la Unión, para adherir a la ciudad de San Luis Río Colorado, del vecino estado de Sonora a la Zona Metropolitana.[32]
- 2015: Inician los festejos para la celebración del primer centenario de Mexicali, como capital de Baja California.[33] A partir del 26 de marzo del 2015, se inicia el apagón analógico en Mexicali.

| Hechos históricos de Mexicali |                                            |                                |                                                |
|                               |                                            |                                |                                                |
| Rebelión Magonista en 1911.   | Fundación de la Escuela Cuauhtémoc en 1915 | Fiebre de los Braceros en 1954 | Vicerrectoría dañada por sismo de 7.2° en 2010 |

## Demografía

### Población
| Gráfica de evolución demográfica de Mexicali entre 1910 y 2020                                              |
| |
| Población de los censos y conteos del Instituto Nacional de Estadística y Geografía (INEGI) de 1910 a 2020. |

Según el Censo de Población y Vivienda de 2020 llevado a cabo por el INEGI, la ciudad de Mexicali alcanza 854,186 habitantes, siendo el 49.8% hombres y el 50.2% mujeres. Los hombres tienen una edad mediana de 27 años, un año más respecto a las mujeres, cuya mediana es de 25 años. El grupo de edad de 0 a 14 años, concentra al 25.8% de la población, entre los 15 y 64 años se agrupa el 68.1% y el restante 6.1% en los habitantes de 65 y más años de edad.
Con esta cifra Mexicali se coloca en la segunda ciudad más poblada del estado de Baja California, por detrás de Tijuana. La ciudad en los últimos años ha ido creciendo y expandiéndose considerablemente. Debido al ser una ciudad fronteriza con Estados Unidos se caracteriza de interés para personas del centro, sur del país, personas de otros países de América Central (Guatemala, Honduras, El Salvador, Nicaragua, Costa Rica) o América del Sur que buscan empleo y conseguir cruzar hacia el lado de Estados Unidos, quienes fallan en el intento consideran quedarse y convertirse en pobladores de la ciudad.[cita requerida]

### Zona metropolitana de Mexicali

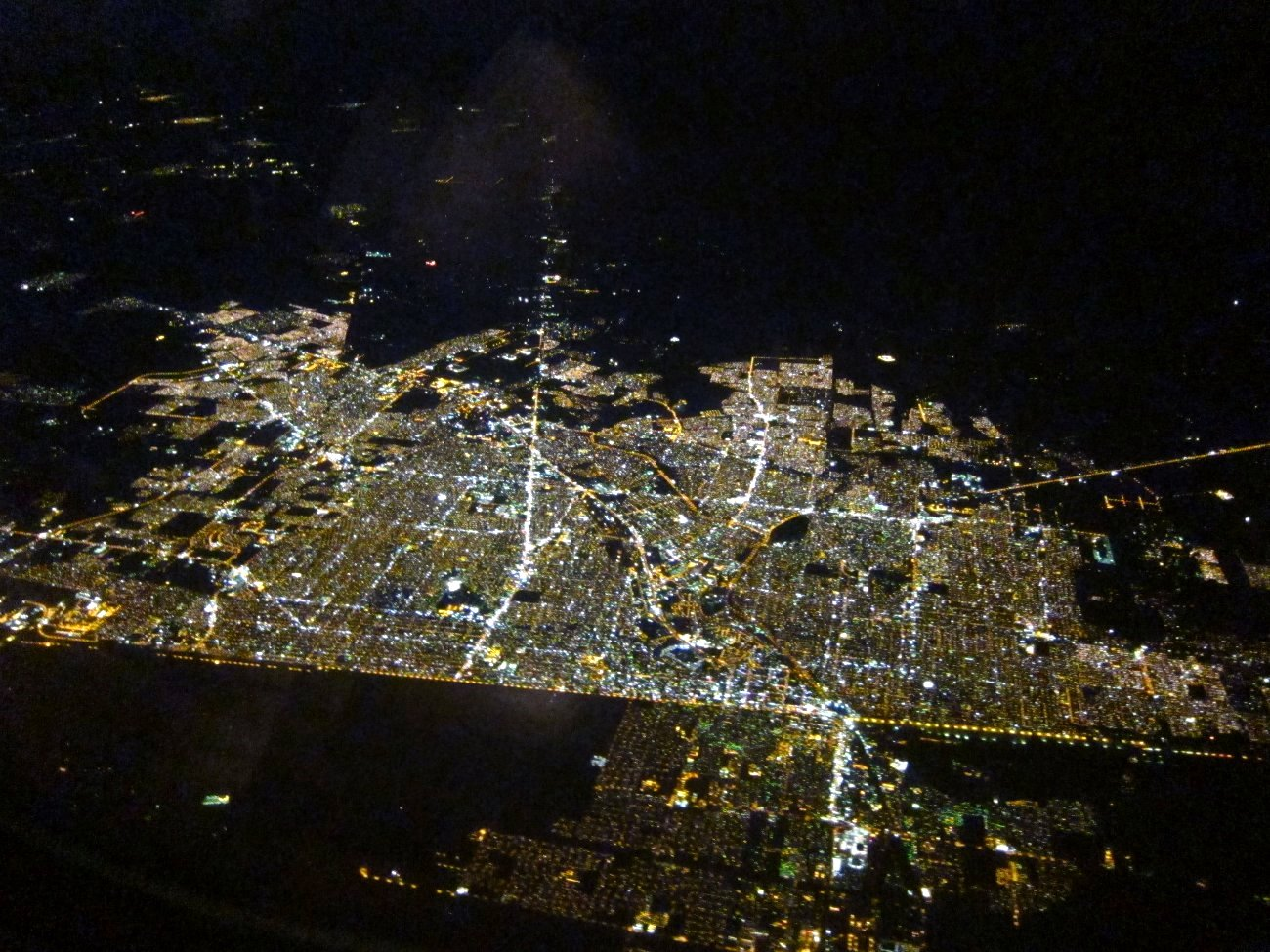
Vista nocturna de la zona metropolitana de Mexicali y Calexico, California, tomada desde Estados Unidos.

Según en los datos publicados por la Secretaría de Gobernación (SEGOB) y el Instituto Nacional de Estadística, Geografía e Informática (INEGI), se reconoce a la zona metropolitana de Mexicali desde 2005. El área geográfica correspondiente de la ZM de Mexicali es de 202.50 km², lo cual la coloca como la segunda aglomeración más grande del Noroeste de México y décima en todo el país, considerando su extensión territorial. Mientras que en el censo de Población y Vivienda de 2020 del INEGI calcula la población de la zona metropolitana de Mexicali en 1,049,792 habitantes, colocándola en el segundo lugar de los municipios más poblados del estado y decimotercero en todo México.

Lo correspondiente a la zona metropolitana de Mexicali, esta se conforma por la mancha urbana de la ciudad de Mexicali, que abarca de poniente-oriente, de la Calz Manuel Gómez Morin (Periférico Poniente) en la Colonia Nacionalista hasta el Blvd. Venustiano Carranza y de Norte-Sur de la Av. Colón (Línea Internacional) hasta la Colonia Campestre; la zona de la Santa Isabel, localizada a 5 km de la ciudad de Mexicali, que cuenta con una población de 29.311 habitantes; la zona de la Colonia Progreso, localizada a 7 km de Mexicali por la Carretera Mexicali-La Rumorosa, con una población 12.557 habitantes; la sección correspondiente a la Delegación González Ortega, que abarca de poniente-oriente, de la Blvd. Venustiano Carranza hasta Ejido Cuernavaca y de Norte-Sur de la Línea Internacional hasta Calz Gustavo Vildosola Castro (Corredor Palaco), cuya población es de alrededor de 132 500 habitantes aproximadamente, y por último la zona del valle de Puebla que abarca una población de alrededor de 30 000 habitantes.

#### Adhesión de San Luis Río Colorado
La relación entre ambas ciudades ha sido muy cercana por muchos años, y su conexión ha sido económica, demográfica, social y cultural entre las mismas. Bajo este punto, a principios de 2014 se lanzó ante el Congreso de la Unión una iniciativa para reconocer a San Luis Río Colorado como parte de la zona metropolitana de Mexicali, para propósitos relacionados con Agenda 21, en apoyo de los alcaldes de ambas ciudades, se propone esta fusión. A pesar de que la distancia entre las ciudades es notoria, la relación entre las mismas es muy estrecha, y esto puede aumentar la competitividad en la región. Debido a su importancia estratégica, no ha mostrado un avance significado desde su solicitud.

## Economía
El sector hortofrutícola es una de las actividades de mayor éxito en Mexicali; cebolla y espárragos verdes están entre los cultivos más importantes, el algodón y el trigo siguen siendo cultivados pero han expresado los agricultores de estos que hay una falta de garantías, colaboraciones y precios por parte del gobierno en precios llevando esto a manifestaciones y tomas de protestas durante todo el año. Hay una feria anual de la agroindustria en marzo de interés en todo México y los Estados.
La perspectiva actual del crecimiento económico de Mexicali está ligada con las inversiones anuales de empresas principalmente de electrónicos que establecen sus plantas de ensamblaje para la exportación principalmente a Estados Unidos. Compañías como TIMSA, Mitsubishi, Honeywell, Kenworth, FEVISA Industrial, Rockwell Collins (EEMSA), Vitro, Skyworks Solutions, Cardinal Health, Bosch, Price Pfister, Gulfstream, UTC Aerospace Systems, y Kwikset, cuenta con una planta del ramo Cerámico Daltile (Grupo Mohawk Industries), una Planta de alfombra del mismo Grupo Mohawk inaugurada en 2016 y otras empresas dedicadas al procesamiento de alimentos como Jumex, Bimbo, Coca-Cola, Pepsi, Sabritas, Barcel y la empresa Kellogg's que fue anunciado en un comunicado de prensa el 27 de marzo del 2008 por el gobernador Osuna Millán en conferencia de prensa.
Esfuerzos continuos por parte del gobierno de Baja California y del sector privado para atraer empresas a Mexicali sobre la base de la estrategia de centrarse en los puntos fuertes de la mano de obra calificada, abundante energía y suministros de agua, entorno económico favorable y la frontera con California, uno de los estados más ricos del mundo.
El Acuerdo Norteamericano de Libre Comercio de 1994, que eliminó la mayoría de las restricciones al comercio entre las dos naciones, pone a Mexicali como una economía ligada a la de su vecino estadounidense. Recientemente la revista Businessweek catalogó a Mexicali como la mejor plaza del país para establecer una empresa. Mexicali está considerada entre las más prósperas ciudades de México por sus recursos y apego a la frontera de Estados Unidos.

### Silicon Border
A finales del 2006, el entonces presidente Felipe Calderón anunció uno de los proyectos más importantes para el sector industrial del país: el Silicon Border. El parque industrial sería comparado con el Silicon Valley, California, donde se genera la más alta tecnología de todo el mundo, según sus palabras, que coincidieron con los promotores del proyecto. Nunca imaginaron que el proyecto quedaría cubierto por la arena del desierto de esta zona fronteriza. Inició durante el gobierno de Eugenio Elorduy Walther y tuvo como primer director a su entonces yerno, Octavio Garza. Contaría con naves industriales, laboratorios, unidades habitacionales y una sede de la Facultad de Ingeniería de la Universidad Autónoma de Baja California.[cita requerida]
La promesa era convertirlo en punta de lanza para el sector de la nanotecnología a nivel mundial, por lo que uno de los cambios que generó fue el impulso de programas educativos en diversas ramas de la tecnología, como la carrera de ingeniería en mecatrónica que empezó a impartirse en instituciones de educación superior en Mexicali.
No obstante numerosos proyectos e inversiones anunciados, casi nada se ha realizado hasta hoy. En 2012 el Congreso  convino la reducción de la superficie original a 953 hectáreas, a pagarse de manera trimestral los 6 millones dólares. Hasta ahora se ha realizado un solo pago.
Se calcula que desde que se empezó el proyecto del Silicon Border, el Estado Federal Mexicano y el Estado de Baja California han entregado alrededor de 2 millones de dólares de dinero público a privados.
Industria
En Mexicali existe una industria muy diversificada, ocupando el primer lugar la de productos alimenticios donde se cuentan con pasteurizadoras de lácteos, embotelladoras, molinos de trigo, tortillerías y empacadoras de carne, entre las más importantes. La industria maquiladora está altamente desarrollada, siendo Mexicali el pionero en México en esta rama industrial, inicialmente con la costura; actualmente operan aproximadamente 190 plantas maquiladoras con 55 857 personas empleadas en un ambiente de trabajo no sindicalizado y de baja rotación.
El desarrollo de la industria de transformación y la maquiladora, ha sido principalmente en el ramo de alimentos, automotriz, metal, mecánica, envases de vidrio, electrónica, plástico y textil. Otras industrias no menos importantes son la fabricación y ensamblaje de artículos eléctricos y electrónicos, tractocamiones, remolques de carga, maquiladoras de juguetes. La industria eléctrica se ha desarrollado gracias a las características geológicas; Mexicali cuenta con una planta geotérmica, que es suficiente para abastecer a todo el estado y además exportar este energético.
Actualmente la planta industrial de Mexicali, genera más de 40 exportaciones que rebasan los 2 400 millones de dólares anuales. La ciudad de Mexicali, goza de un régimen fiscal preferencial para la importación de materias primas y determinados productos, lo que representa mayor ventaja sobre otras ciudades del país. Mexicali cuenta con una comunidad empresarial, con gran experiencia en negocios internacionales y dispuestos a co-invertir.
Agricultura
El desarrollo de Mexicali fue impulsado inicialmente por la actividad agrícola. En el valle de Mexicali es donde se practica la agricultura de riego, con una superficie bruta de 340 ha. Los principales cultivos en el municipio son: trigo, cebada, algodón, alfalfa, avena, ajonjolí, cártamo, sorgo forrajero, "rye grass", hortalizas para exportación y consumo regional; chile, cebolla, col, rabanito, cilantro, lechuga, brócoli, betabel, coliflor, jitomate, tomatillo, pepino, calabaza, quelite y espárrago. Otros cultivos son sandía, melón, maíz, elote, vid, nopal y frijol.
En el poblado Compuertas del Valle de Mexicali, se localiza una granja llamada "El Vergel" en donde presenta un caso extraordinario, dado que crecen gigantescas hortalizas en medio del desierto, pesando hasta 10 kilos, a lo cual no se le ha encontrado explicación del porqué. Por la abundancia de agua y más de 200 000 hectáreas de fértiles tierras, la actividad agrícola ha tenido gran relevancia en este municipio. El valle de Mexicali ofrece al inversionista, las condiciones ideales para establecer agroindustrias y empaques de granos y alimentos.
Comercio
Estas actividades se concentran fundamentalmente en la localidad de Mexicali y algunas poblaciones consideradas como semiurbanas, ubicadas en el medio rural, tales como Ciudad Guadalupe Victoria, Ciudad Morelos, Los Algodones, poblado Benito Juárez, entre otros. En la localidad de Mexicali existen grandes centros comerciales que cuentan con supermercados y una diversidad de pequeños comercios, donde se pueden adquirir artículos de primera necesidad, muebles, aparatos eléctricos y electrónicos, papelería, útiles de oficina, materiales de construcción, prendas de vestir, etcétera. Igualmente, existen tiendas distribuidoras al mayoreo que abastecen a los pequeños y medianos comercios.
Servicios
Paralelamente al desarrollo del comercio, existe una extraordinaria variedad de servicios al público, destacando, por su importancia, los talleres de reparación de vehículos automotores, de aparatos electrónicos y eléctricos, de relojes, de alhajas y de zapatos; talleres de soldadura, servicios profesionales, servicio de banca (existen sucursales y agencias bancarias de todos los bancos del país), gasolineras, entre otros.

## Geografía
A pesar de sus paisajes áridos y desérticos, Mexicali es un municipio privilegiado por la cantidad de recursos naturales, destacando los mantos acuíferos en su valle, consecuencia de la filtración de las aguas del río Colorado y sus afluentes. Además a las faldas del volcán Cerro Prieto se encuentra la tercera planta geotérmica más grande del mundo,que abastece de vapor a cuatro cuartos de máquinas para la generación del 70% aproximadamente de la energía eléctrica que se consume en el estado, y generar un excedente enviado a Estados Unidos.[cita requerida]

### Ambiente
Debido al crecimiento de la ciudad y la insuficiente pavimentación de las colonias, Mexicali tiene problemas de contaminación como el polvo y las emisiones de automóviles y de fábricas inciden en las enfermedades respiratorias como el asma. Así mismo, existe la contaminación por residuos sólidos, que constituyen un foco de infección importante; esto en parte debido a que no existe una cultura del reciclado, y que no se cuenta con la infraestructura necesaria para institucionalizar el manejo y reciclado apropiado de estos desechos bajo las normas del municipio. Las áreas verdes en la ciudad ocupan uno de los lugares más bajos a nivel nacional, tanto por la misma contaminación como por el extremo clima de casi 52 °C, que cada año se presentan en la ciudad (1.5 m² por cada 3 habitantes).
En una publicación de The Economist, citando como fuente a la Organización Mundial de la Salud, Mexicali fue hallada como la tercera ciudad más contaminada del mundo.

### Clima
El clima de Mexicali, por su escasa precipitación anual presenta un clima desértico cálido (BWh), de acuerdo con los criterios de la clasificación climática de Köppen. La temperatura raramente es inferior a 3° o superior a 50 °C.
La temperatura más baja registrada en la ciudad es de −8 °C (15 de diciembre de 1972), y la máxima de 52 °C (28 de julio de 1995/13 de julio de 2016/8 de julio de 2024).
El verano es extremadamente caluroso, las temperaturas diurnas superan los 41 grados Celsius prácticamente todos los días de la estación, y pueden alcanzar valores térmicos de hasta 48 °C e índice de calor superior a 60 °C cada año. Las noches son cálidas y húmedas, y en ocasiones calurosas llegando a superar los 30 °C.
Los días de invierno son frescos, a veces fríos, y se presentan heladas en las madrugadas. Los sistemas frontales generan la mayor parte de la escasa lluvia que cae en la ciudad. Y salvo por una ocasión (11 de octubre de 1932), nunca nieva. Las temperaturas nocturnas suelen bajar de 7 °C, a la vez que las diurnas no suelen superar los 23 °C.
Resumen por mes:
- Enero: este es el mes más frío del año donde las temperaturas máximas durante el día oscila entre los 16 °C y 24 °C, mientras que las temperaturas mínimas durante las noches alcanzan entre los 3 °C y los 7 °C. Las heladas se presentan en la ciudad cuando hay caída de nieve en La Rumorosa donde el termómetro llega a caer hasta los 0 °C. Los días nublados en este mes son frecuentes a causa de los sistemas frontales y las tormentas invernales que ingresan del pacífico a la región.
- Febrero: las temperaturas máximas alcanzan entre los 20 °C y 27 °C, mientras que las mínimas entre los 7 °C y los 10 °C. Los días nublados siguen presentes a causa de los frentes fríos, aunque de mayor medida que el mes anterior.
- Marzo: las temperaturas máximas alcanzan entre los 25 °C y los 30 °C, mientras que las mínimas entre los 12 °C y los 15 °C. Comienzan los vientos a consecuencia de los frentes fríos.
- Abril: es en este mes donde el clima varía mucho a consecuencia de la entrada de la primavera y la presencia de los últimos frentes fríos, las máximas alcanzan los 27 °C y 30 °C y mínimas entre 15 °C y 19 °C, aunque en días donde hay presencia de frente frío puede generar fuertes vientos y descenso de temperaturas.
- Mayo: comienza a sentirse el calor ya que las temperaturas máximas llegan entre los 35 °C y los 40 °C y las mínimas entre 20 °C y 24 °C. Los vientos fuertes así como algunas ligeras lluvias pueden presentarse ante la entrada de los últimos frentes fríos.
- Junio: este mes de acuerdo a los registros es el mes más cálido y seco donde no se presenta nada de lluvia, el sol es abundante y las máximas alcanzan entre los 43 °C y los 46 °C, aunque en días de extremo calor la temperatura puede llegar entre los 47 °C y los 49 °C, no se descarta que por lo menos un día de este mes el termómetro llegue a los 50 °C, mientras que las mínimas bajan a valores de 27 °C y 31 °C.
- Julio: en este mes el calor sigue presente con temperaturas máximas de 42 °C y 45 °C con mínimas de 26 °C y 29 °C. En este mes se presentan algunas tormentas aisladas ante la entrada de humedad y las condiciones monzónicas.
- Agosto: este mes continúa la presencia de tormentas aisladas aunque más frecuentes ante el monzón y las temperaturas son ligeramente menos calurosas entre los 41 °C y 44 °C como máximas y mínimas entre los 25 °C y 28 °C.
- Septiembre: en este mes es cuando el monzón se hace más presente generando tormentas fuertes pero de corta duración que pueden generar inundaciones en la ciudad, las temperaturas varían ante la presencia de tormentas hay días donde la temperatura puede alcanzar los 40 °C pero en días de tormentas puede bajar la máxima a 33 °C y se presenta mucha humedad.
- Octubre: el calor comienza a bajar con temperaturas máximas entre los 29 °C y 33 °C con mínimas entre los 19° y 22 °C. Las tormentas dejan de hacerse presentes.
- Noviembre: en este mes las temperaturas varían mucho ante la presencia de vientos en la ciudad a consecuencia de los primeros frentes fríos. Las máximas pueden alcanzar entre los 25 °C y los 28 °C aunque en días ventosos pueden llegar a alcanzar tan solo los 22 °C o 24 °C. Puede que se registren algunas precipitaciones a consecuencia de los sistemas frontales.
- Diciembre: en este mes el frío comienza a hacerse presente con máximas entre los 15 °C y los 21 °C y con mínimas entre 3 °C y 7 °C así como fuertes vientos a consecuencia de los sistemas frontales.

| Parámetros climáticos promedio de Mexicali, Baja California (1991-2020) | Parámetros climáticos promedio de Mexicali, Baja California (1991-2020) | Parámetros climáticos promedio de Mexicali, Baja California (1991-2020) | Parámetros climáticos promedio de Mexicali, Baja California (1991-2020) | Parámetros climáticos promedio de Mexicali, Baja California (1991-2020) | Parámetros climáticos promedio de Mexicali, Baja California (1991-2020) | Parámetros climáticos promedio de Mexicali, Baja California (1991-2020) | Parámetros climáticos promedio de Mexicali, Baja California (1991-2020) | Parámetros climáticos promedio de Mexicali, Baja California (1991-2020) | Parámetros climáticos promedio de Mexicali, Baja California (1991-2020) | Parámetros climáticos promedio de Mexicali, Baja California (1991-2020) | Parámetros climáticos promedio de Mexicali, Baja California (1991-2020) | Parámetros climáticos promedio de Mexicali, Baja California (1991-2020) | Parámetros climáticos promedio de Mexicali, Baja California (1991-2020) |
| Mes                                                                     | Ene.                                                                    | Feb.                                                                    | Mar.                                                                    | Abr.                                                                    | May.                                                                    | Jun.                                                                    | Jul.                                                                    | Ago.                                                                    | Sep.                                                                    | Oct.                                                                    | Nov.                                                                    | Dic.                                                                    | Anual                                                                   |
| ----------------------------------------------------------------------- | ----------------------------------------------------------------------- | ----------------------------------------------------------------------- | ----------------------------------------------------------------------- | ----------------------------------------------------------------------- | ----------------------------------------------------------------------- | ----------------------------------------------------------------------- | ----------------------------------------------------------------------- | ----------------------------------------------------------------------- | ----------------------------------------------------------------------- | ----------------------------------------------------------------------- | ----------------------------------------------------------------------- | ----------------------------------------------------------------------- | ----------------------------------------------------------------------- |
| Temp. máx. abs. (°C)                                                    | 32.0                                                                    | 40.5                                                                    | 46.5                                                                    | 45.0                                                                    | 48.0                                                                    | 51.4                                                                    | 52.4                                                                    | 51.4                                                                    | 50.2                                                                    | 54.0                                                                    | 39.8                                                                    | 49.0                                                                    | 54.0                                                                    |
| Temp. máx. media (°C)                                                   | 21.3                                                                    | 23.4                                                                    | 27.2                                                                    | 30.8                                                                    | 35.9                                                                    | 41.2                                                                    | 43.3                                                                    | 43.1                                                                    | 39.7                                                                    | 33.0                                                                    | 25.7                                                                    | 20.4                                                                    | 32.1                                                                    |
| Temp. media (°C)                                                        | 14.4                                                                    | 16.3                                                                    | 19.7                                                                    | 22.7                                                                    | 27.2                                                                    | 32.0                                                                    | 35.2                                                                    | 35.2                                                                    | 31.8                                                                    | 25.4                                                                    | 18.7                                                                    | 13.8                                                                    | 24.4                                                                    |
| Temp. mín. media (°C)                                                   | 7.4                                                                     | 9.2                                                                     | 12.1                                                                    | 14.6                                                                    | 18.5                                                                    | 22.8                                                                    | 27.1                                                                    | 27.3                                                                    | 23.9                                                                    | 17.8                                                                    | 11.6                                                                    | 7.2                                                                     | 16.6                                                                    |
| Temp. mín. abs. (°C)                                                    | −7.2                                                                    | -4.0                                                                    | -3                                                                      | 1.2                                                                     | 2.0                                                                     | 5.5                                                                     | 9.5                                                                     | 10.0                                                                    | 5.0                                                                     | -2.5                                                                    | -4.8                                                                    | -5.0                                                                    | -7.2                                                                    |
| Precipitación total (mm)                                                | 11.9                                                                    | 7.2                                                                     | 6.1                                                                     | 1.8                                                                     | 1.1                                                                     | 0.2                                                                     | 5.2                                                                     | 7.9                                                                     | 7.2                                                                     | 5.8                                                                     | 4.6                                                                     | 10.1                                                                    | 70.1                                                                    |
| Días de precipitaciones (≥ 0.1 mm)                                      | 2.7                                                                     | 2.2                                                                     | 2.1                                                                     | 0.7                                                                     | 0.3                                                                     | 0.1                                                                     | 1.0                                                                     | 1.3                                                                     | 1.1                                                                     | 1.1                                                                     | 1.2                                                                     | 2.2                                                                     | 16.0                                                                    |
| Fuente: SMN y SMN 30 de marzo de 2025                                   |                                                                         |                                                                         |                                                                         |                                                                         |                                                                         |                                                                         |                                                                         |                                                                         |                                                                         |                                                                         |                                                                         |                                                                         |                                                                         |

## Cultura

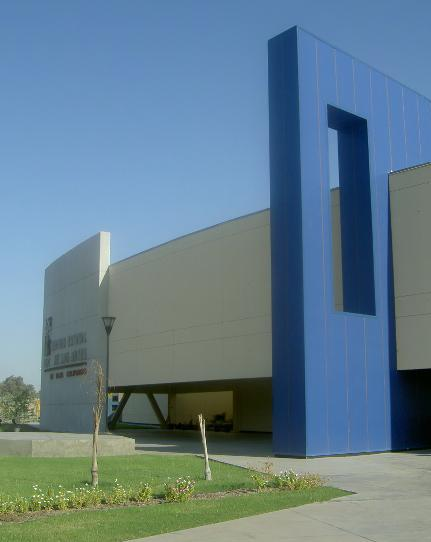
Centro Estatal de las Artes, a las laderas del Blvd Río Nuevo

### Historia
Los primeros años fueron aislados de todo movimiento cultural. La infraestructura con que se contaba no era suficiente para satisfacer demanda de una comunidad en desarrollo. En 1975 el Gobierno crea un departamento para la investigación y difusión de la cultura en general: la Dirección de Difusión Cultural del Gobierno del Estado de Baja California, a la cual se le dio personalidad jurídica para el cumplimiento de sus funciones. En la actualidad se aloja en las oficinas generales del ICBC y la Galería de la Ciudad.

### Festival de rock
Mexicali es sede de uno de los festivales más importantes a nivel internacional de rock progresivo Baja Prog, una serie de conciertos de rock progresivo de bandas mexicanas y de otros países.

### Restauración del Delta del Río Colorado
Gracias a los esfuerzos binacionales y multidisciplinarios entre México y Estados Unidos, el río Colorado y su delta serán considerados un usuario más del agua, pues en marzo de 2014 se permitirá la liberación de un volumen total de 130 000 metros cúbicos de agua con fines ambientales.
El ecólogo Martín Sau Cota, director de la Reserva de la biosfera Alto Golfo de California y Delta del Río Colorado de la Comisión Nacional de Áreas naturales protegidas (Conanp), habló sobre los importantes avances en la reiniciación temporal del flujo de agua sobre el río.
Recordó que el pasado 20 de noviembre de 2012, los países firmaron un histórico acuerdo de cinco años, el Acta 319, que define la manera en la que ambos países compartirán al Río Colorado, tiempo durante el cual aumentaba las presiones sobre los recursos hídricos.
Por primera vez en la historia, los dos países se comprometieron a colaborar para asignar agua al río Colorado, así como para emprender labores de conservación con el propósito de restaurar el delta del río, un ecosistema de importancia mundial.
El Acta 319 establece la asignación de flujos ambientales al delta y un marco de referencia para impulsar las labores de restauración denominado "flujo pulso". Sau Cota explicó que el "flujo pulso" será un evento único durante los cinco años de vigencia del Acta mencionada para restauración del sistema ripario.
El agua se liberará a través de la presa Morelos en Los Algodones, Baja California, con un volumen mensual en marzo de 63 936 metros cúbicos; en abril se entregarán 54 432 metros cúbicos y en mayo 11 232 metros cúbicos. Con ello se incorporan medidas temporales para restaurar los flujos del río en México y para conservar el delta del Río Colorado. El Acta 319 es un acuerdo binacional sin precedentes, producto de un esfuerzo multi-institucional para el manejo integral de la cuenca del río Colorado, donde también las organizaciones de la sociedad civil han desempeñado un rol fundamental. El Acta concreta los términos de cooperación binacional en materia de excedentes de agua, condiciones de escasez, salinidad, proyectos de inversión conjunta, proyectos ambientales y de conservación, el cual no modifica el Tratado de Aguas de 1944 ni implica la enajenación del agua correspondiente a uno y otro país. Sau Cota agregó que con el flujo pulso se devolverá la vida al delta del Río Colorado y a las especies asociadas a este, algunas sujetas a protección por la NOM-059-Semarnat-2010.
Entre algunos de los beneficios está en recargar los mantos acuíferos, la creación de nuevo hábitat para la vida silvestre y la posible oportunidad histórica de reconectar al río con el mar. La liberación de agua para el río Colorado es la culminación de muchas gestiones binacionales.
El agua que se soltará a través del cauce del río seguramente traerá grandes beneficios como la creación de nuevos hábitats (humedales) para las aves y fauna en general; se recuperará mucha de la vegetación como álamos, sauces y eso producirá más aire limpio.
Por otro lado, aunque se desconoce si el agua llegará al Alto Golfo de California y en qué cantidad, de lograrlo se conseguiría un posible aporte de nutrientes que abonaría sin lugar a dudas a la productividad de las aguas del Alto Golfo y por ende al mantenimiento y recuperación de las pesquerías del Alto Golfo.
Otro beneficio muy importante será la recarga de los mantos acuíferos, o sea, se creará un banco de agua que favorecerá principalmente a los agricultores del valle de San Luis Río Colorado y Mexicali. Una de las acciones que se tienen contempladas y contenidas en el Acta 319 es el monitoreo ecológico, a fin de evaluar el impacto que las acciones de restauración y las entregas de agua tienen sobre la hidrología, la flora y fauna de la región.

### Cultura popular
Mexicali Shmoes es un corto de 1959 de los Looney Tunes, dirigido por Friz Freleng y protagonizada por Speedy Gonzáles y los gatos cantantes José y Manuel. Voces de los actores incluyen a Mel Blanc como las voces de Gonzáles y José, y Tom Holanda, sin aparición en los créditos la voz de Manuel.
La Academia de Ciencias y Artes Cinematográficas de Estados Unidos nominó el corto. En el corto se introduce al Lento Rodríguez, primo de Speedy, que posteriormente aparecería en otro corto clásico de los Looney Toons, Mexican Boarders de 1962.
La Rosa de Mexicali o Mexicali Rose en inglés, fue una canción registrada en 1923, con música de Jack Tenney y letra de Helen Stone. La canción es una historia de amor de un hombre que debe de dejar su amor por un tiempo.
La letra de la canción en inglés y en español:
| Mexicali Rose, stop crying; I'll come back to you some sunny day. Ev'ry night you'll know that I'll be pining, Ev'ry hour a year while I'm away, Dry those big brown eyes and smile, dear, Banish all those tears and please don't sigh, Kiss me once again and hold me; Mexicali Rose goodbye. | Rosa de Mexicali no llores; Volveré a ti algún día soleado Y que siempre triste sin consuelo, Cada noche y día yo pasaré, Seca tus hermosos ojos, Deja de llorar y suspirar. Bésame otra vez y estréchame; Rosa de Mexicali, adiós. |
| Helen Stone | Manuel Sanches De Lara |

Soy Puro Cachanilla
Los amerindios cucapá usaron la planta cachanilla como material de construcción y térmico. Debido a ello, el nombre de la planta sirve como gentilicio aplicado a los habitantes de la ciudad de Mexicali. El autor y locutor sonorense, formado en Mexicali, Antonio Valdez Herrera inmortalizó mundialmente el gentilicio en su corrido "Puro Cachanilla" interpretado por Caín Corpus en los años 60. La canción habla primordialmente de Mexicali y su Valle, pero mencionando las demás ciudades de Baja California. Fue grabada para el sello discográfico Fiesta por Caín Corpus en 1962. Es reconocida como el "Himno" de los mexicalenses, y muchas personas, del resto de la república, ignorando las bases y el contexto histórico anteriormente expresado y basándose en la sola mención de las principales ciudades bajacalifornianas dentro de esta canción, tienden erróneamente, a llamar "cachanillas" a todos los bajacalifornianos, pero como ya se ha mencionado: "cachanilla" es únicamente aplicable, al menos formalmente, a los nacidos en el municipio de Mexicali.

## Deportes
Mexicali cuenta historia deportiva importante a lo largo de su vida, albergando a atletas de renombre como Enriqueta Basilio que fue la primera mujer en la historia que encendió una antorcha olímpica en los juegos olímpicos de México 1968. Así mismo, Mexicali es la cuna de la gimnasta dos veces olímpica Denisse López Sing, que fue 7.º lugar en Sídney 2000 en salto de Caballo y Campeona Mundial Universitaria en Sicilia, Italia, en 1997.

### Soles de Mexicali
Los Soles de Mexicali son un equipo de la Liga Nacional de Baloncesto Profesional con sede en Mexicali (Baja California, México).
El equipo Soles de Mexicali se fundó como tal en el año 2005, e ingresó a la LNBP esa misma temporada, teniendo como sede el Auditorio del Estado ubicado en el complejo "Ciudad Deportiva".

#### Campeonatos
A lo largo de su historia el equipo ha logrado obtener cuatro títulos de la LNBP en el año 2006, 2015, 2018 y 2020.

### Béisbol

#### Águilas de Mexicali
Los Águilas de Mexicali son un equipo de béisbol perteneciente a la Liga Mexicana del Pacífico (LMP), cuenta con 4 títulos de liga y 1 Serie del Caribe en 1986 Maracaibo, Venezuela. Su sede es el Estadio Farmacias Santa Mónica comúnmente conocido como el Nido de los Águilas.

##### Campeonatos
A lo largo de su historia el equipo ha logrado obtener 4 títulos de la Liga Mexicana del Pacífico en los años 1986, 1989, 1999 y 2017.

#### Centinelas de Mexicali
Los Centinelas de Mexicali es un equipo que compite en la Liga Norte De Béisbol, fue fundado en marzo de 2014, debido a que los "Aguiluchos de Mexicali", como era conocido el club anteriormente, decidió cambiar de nombre e imagen, por considerar que el nombre "aguiluchos" dependía en demasía del club de béisbol Águilas de Mexicali.
El nombre "Centinelas" es en honor al cerro del Centinela, ícono del municipio de Mexicali y patrimonio natural del Estado de Baja California.

##### Campeonatos
En la temporada 2015 obtienen su primer y único campeonato de la Liga Norte de México al vencer en el séptimo juego de la serie a los Toritos de Tijuana por pizarra de 5-2 en el Estadio Farmacias Santa Mónica.

### Fútbol

#### Mexicali Fútbol Club Dragones
Mexicali Fútbol Club es un equipo de fútbol profesional que juega en la Serie A de la Segunda División de México, también conocida como Liga Premier. El equipo fue presentado oficialmente el 1 de julio del 2022 y disputan sus encuentros de local en la Ciudad Deportiva de Mexicali, con capacidad para 4,000 espectadores.

#### Cachanillas F.C.
Cachanillas FC es un equipo de fútbol profesional mexicano que juega en la Tercera División de México, también conocida como Liga TDP. Es el primer equipo de fútbol profesional en la historia de la ciudad. 
Ha tenido tres etapas distintas, todas ellas en la Tercera División, y en dos ocasiones ha desaparecido de la competición. La primera etapa se extendió, al menos, desde 1985 hasta 1995. La segunda etapa comenzó en 2007, cuando el equipo fue reactivado, pero concluyó brevemente después de tres años, en el 2010. Actualmente, el equipo fue reactivado nuevamente en 2019 y juegan sus partidos de local en el Eduardo "Boticas" Pérez, más conocido como el "Campo Necaxa".

### Grupos deportivos de Alta Disciplina
Los grupos deportivos de alta disciplina han ganado representatividad en el deporte de la ciudad, los cuales han sido acreedores a reconocimientos en competencias nacionales. Mexicali cuenta con diversas organizaciones y grupos deportivos disciplinarios en los cuales se busca fomentar la cultura del deporte en los jóvenes de la ciudad como estrategia de prevención del delito. Las primeras organizaciones de este tipo en la ciudad fueron el Pentatlón Deportivo Militarizado Universitario, fundado el 5 de mayo de 1964 (procedente de la Ciudad de México donde fuera fundado en 1938) y el Centro Social Deportivo Mexicano (CESDEM Boinas Negras), que inicia actividades el 17 de noviembre de 1966.
En la actualidad, existe una amplia diversidad de agrupaciones orientadas a la prevención del delito con un enfoque deportivo-disciplinario, tales como el Escuadrón de Rescate BRAVO-10 A.C. fundado el 31 de agosto de 1991, el Escuadrón Juvenil Deportivo (ESJUDE) auspiciado por la Dirección de Seguridad Pública Municipal desde el 27 de mayo de 2005, Panteras Negras Deportivo de Mexicali fundado el 10 de agosto de 2008 y Patrulla Juvenil BC, el cual inicia actividades el 2 de septiembre de 2006 en la ciudad de Ensenada y posteriormente es impulsada por la Secretaría de Seguridad Pública del Estado hacia los cinco municipios de Baja California, iniciando actividades en Mexicali el 17 de marzo de 2012.
Actualmente el Centro Social Deportivo Mexicano, Escuadrón Juvenil Deportivo y Patrulla Juvenil BC se encuentran afiliadas y reconocidas por la Federación Nacional de Asociaciones de Alta Disciplina (FENAAD), consolidada en el año 2013 como la entidad no gubernamental encargada de regular, homologar, fortalecer y aprobar las actividades de las agrupaciones deportivo-disciplinarias con el propósito de fomentar los valores, la ética, el nacionalismo, la unidad familiar y la integración de jóvenes a instituciones de alta disciplina como medidas para prevenir el delito.
| Agrupación Deportiva de Alta Disciplina        | Inicio de actividades en Mexicali |
| ---------------------------------------------- | --------------------------------- |
| Pentatlón Deportivo Militarizado Universitario | 5 de Mayo de 1964                 |
| Centro Social Deportivo Mexicano               | 17 de noviembre de 1966           |
| Escuadrón de Rescate BRAVO-10 A.C.             | 31 de agosto de 1991              |
| Escuadrón Juvenil Deportivo                    | 27 de Mayo del 2005               |
| Panteras Negras Deportivo Mexicali             | 10 de Agosto del 2008             |
| Patrulla Juvenil BC                            | 17 de Marzo del 2012              |

## Educación
Respecto a la educación, la ciudad cuenta con los elementos necesarios para absorber a la población de todos los niveles académicos. El nivel básico o elemental, cuya demanda es cubierta en su totalidad, es atendido por el Sistema Educativo Estatal, dependencia del Gobierno del Estado. En el nivel medio y medio superior se tienen varios planteles entre los que destaca el colegio de bachilleres de Baja California, el Centro Nacional de Educación Profesional Técnica, el Centro de Bachillerato Tecnológico Industrial y de Servicios, así como instituciones privadas de alto prestigio que cubren en las demandas planteadas.
La población analfabeta en Mexicali alcanza una proporción mínima con respecto a la población total. El Instituto Nacional de Educación para Adultos (INEA) se ocupa de impartir cursos de alfabetización y el Consejo Nacional de Fomento Educativo (CONAFE) de impartir cursos de secundaria y preparatoria para adultos en todas las poblaciones del municipio. Se cuenta, además, con la Academia Estatal de Policía.

### Universidades
La oferta académica de las universidades en la ciudad es muy variada y amplia, entre las cuales se encuentran ingenierías, licenciaturas y maestrías. Estas carreras se distribuyen en distintas universidades tanto públicas como privadas; entre las públicas se encuentran la Universidad Autónoma de Baja California (UABC), Universidad Politécnica de Baja California (UPBC), el Instituto Tecnológico de Mexicali (ITM), la Universidad Pedagógica Nacional-Unidad 021 Mexicali, la Universidad Estatal de Estudios Pedagógicos (UEEP) y la Benemérita Escuela Normal Urbana Federal Fronteriza (BENUFF) y entre las privadas están el Centro de Enseñanza Técnica y Superior (CETYS), Universidad del Valle de México (UVM), Vizcaya de las Américas(UVA), así como las nuevas instituciones privadas surgidas recientemente Universidad Xochicalco, Universidad UNEA y Universidad CUT.

## Delegaciones
El municipio de Mexicali está subdividido administrativamente en 14 Delegaciones que dependen del gobierno municipal de Mexicali. De estas delegaciones, 4 forman parte de la zona urbana de Mexicali (centro histórico en los primeros cuadros de la mancha urbana, Cerro Prieto al Sur, González Ortega en la zona Oriente y Progreso en la zona poniente), mientras que las restantes delegaciones, se encuentran en la zona valle.

## Turismo
El turismo se ha convertido en un ingreso importante para la ciudad. Restaurantes, taquerías, farmacias, bares y clubes de baile son algunos de los lugares visitados por los turistas, en su mayoría estadounidenses. Muchas tiendas y puestos de venta de artesanías y recuerdos de México también se encuentran junto a la frontera.

### Edificios y sitios históricos
- Antiguo Edificio de la Cervecería Mexicali: Este histórico edificio fue construido el 4 de julio de 1923; aquí fue elaborada la cerveza “Mexicali”, la más famosa de su época. Construido de madera con una cubierta de concreto que daba el aspecto de granito. En el tercer piso, había un molino que trituraba el arroz a base de fuego, después era llevado a un batidor; en el mismo piso funcionaba otro molino que refinaba la malta y después de un período de cuatro meses de reposo la cerveza salía a la venta. El arroz era traído de Estados Unidos y la malta de Bohemia. La cerveza era tipo casera. Calle “E” y Av. Zaragoza.
- Antiguo Palacio de Gobierno, hoy Edificio de Rectoría de la UABC: Construido durante el período del Gobernador del Territorio de Baja California en 1916, el coronel Esteban Cantú; la construcción inició en junio de 1919 y fue terminada por José Inocente Lugo el 15 de septiembre de 1922. Fue sede del Ayuntamiento de Mexicali durante el período del Gobernador Abelardo L. Rodríguez. En 1957 pasa a ser propiedad de la UABC. Su estilo arquitectónico es francés.
- Edificio de la Colorado River Land, Co.: Era el año de 1902 cuando se creó esta compañía, manejada desde la Ciudad de México y propiedad del valle de Mexicali por casi cuatro décadas. En 1904 se obtuvieron 185 000 pero se sembraron 400 000 hectáreas, llegando a ser uno de los más importantes productores de algodón en el mundo. Teniendo alrededor de 8000 empleados de México, China, India y Japón. En ese tiempo la producción diaria era de 25 toneladas (55 200 libras) de algodón. Fue el más importante productor de algodón en el noroeste de México. Actualmente funciona como oficinas para diversas empresas privadas y es uno de los edificios más bellos de la ciudad.
- Plaza de Toros Calafia: Fue inaugurada el 16 de noviembre de 1975; tiene capacidad para 11 500 personas, es el principal escenario para las corridas de toros y eventos masivos en la ciudad. Cuenta con un ruedo que es usado también en los famosos espectáculos mexicanos llamados “charreadas” y festivales artísticos así como conciertos de reconocidos artistas nacionales y extranjeros.
- Plaza de los Tres Poderes: En la explanada del centro cívico se encuentran los edificios de los tres niveles de gobierno construidos en abril de 1977, con el propósito de simplificar a las personas los trámites en la administración pública. En el centro de los edificios fue construido un monumento que representa los cuatro municipios del Estado, actualmente el Estado cuenta con un quinto municipio, Playas de Rosarito. El monumento que parece ser un cactus gigante sostiene una esfera dorada que representa el sol; este fue construido durante el período del gobernador Milton Castellanos Everardo.
- Escuela Cuauhtémoc (Hoy Casa de la Cultura)
- Edificada en la década de 1920 con el auge en la ciudad de la construcción de escuelas y edificios públicos y privados debido al inminente polo de desarrollo industrial y agrícola.
- Edificio del Instituto de Bellas Artes
- Este edificio fue creado como Banco Agrícola Peninsular en 1927, primera institución de crédito oficial en el distrito y en el país, años más tarde este edificio sería utilizado como Instituto de Bellas Artes del Estado, se localiza en la avenida Álvaro Obregón y calle Pedro. F. Ramírez
- Catedral de Nuestra Señora de Guadalupe: Ya con una población permanente, Mexicali vio nacer al Templo de Nuestra Señora de Guadalupe en 1917, donde se ofició por primera vez una misa de Navidad meses después de su construcción. Hoy, ese templo casi centenario es la sede del obispado de Mexicali, en otras palabras, es la Catedral de Mexicali, y está ubicada en el corazón de su centro histórico, a un par de cuadras de la línea fronteriza.
- Escuela de Artes de la UABC: El edificio de la hoy escuela de artes de la UABC, construido entre 1923-1925, funcionó como Palacio Municipal de Mexicali de 1926 a 1986.
- Escuela Primaria Federal Leona Vicario: En 1923, se concluye la construcción de una de las edificaciones más emblemáticas de la ciudad de Mexicali. La escuela primaria federal Leona Vicario, que abrió sus puertas el 1 de abril de 1924, en un principio, solo para niñas, aunque la demanda obligó a que sus servicios se extendieran para varones. En 1997 fue declarada Patrimonio Cultural de la Ciudad y es la única escuela de la primera mitad del siglo XX que se mantiene operando.
- Hotel del Norte: Un cuarto de siglo después, se fundó el Hotel del Norte, mismo que aún continúa en operaciones. Con un estilo arquitectónico único, evitando las aristas puntiagudas, impuso una etapa en la arquitectura de Mexicali que fue seguido por otras edificaciones de la época que aún se encuentran de pie en el centro histórico de la ciudad.
- La Pagoda: La Pagoda es un monumento que fue inaugurada por el Ayuntamiento de Mexicali en el año 1995, este monumento es en honor a la gran importancia de la comunidad y cultura china en la ciudad, lleva por nombre “A Ciudades Hermanas Mexicali y Nan Jing”. En 2020, después de permanecer 25 años en avenida Madero y calle Melgar se reubica en la glorieta Morelos, cerca de Catedral. La Pagoda China es símbolo de la hermandad de Mexicali con la ciudad de Nankín,China.
- Las Torres del Sol: Ubicadas en Calz. Francisco L.Montejano en el área de la zona hotelera, también conocidas como Las Torres Moradas.
- El Tecolote: Este edificio se construyó debido a un incendio en “El Tecolote” ubicado en la esquina suroeste de la avenida Reforma y la calle Azueta en 1922 y el señor Mr. W.C. Allen y sus socios Beyers y Wittigton decidieron construir uno nuevo en la esquina del bulevar López Mateos y la calle Melgar en 1924, su razón social era “ABC CLUB” y posteriormente cambió a “ABW CLUB”; para los mexicalenses fue siempre “El Tecolote”. En 1927 sufrió un incendio por lo que se reconstruyó hasta su clausura por disposición del presidente Lázaro Cárdenas en 1935. Hace poco fue restaurado y funge como una tienda de conveniencia Oxxo.
- Locomotora 2703 del Ferrocarril Sonora-Baja California:
- Ubicado entre Av. de la Industria y Nacozari, en la Colonia Nacozari frente a la Estación del Ferrocarril de Mexicali, propiedad de Ferromex.

### Parques, Museos y Centros Recreativos
- Museo Sol del Niño: Sol del Niño, en Mexicali, es un museo interactivo, enfocado a mostrar la explicación científica de algunos fenómenos de la naturaleza. Está enclavado en el parque Vicente Guerrero, a pocos minutos del centro histórico de la ciudad y del cruce fronterizo con Calexico, California. El edificio donde se constituye fue, muchos años antes, una despepitadora y este hecho lo liga de un modo estrecho con el origen de la ciudad.
- Instituto de Investigaciones Culturales: Museo UABC: El Centro de Investigaciones Culturales, el lugar está dividido en dos partes, el área de investigación y la del museo. A grandes rasgos, el área de investigación cuenta con maestros y doctores que realizan estudios socioculturales en el estado. La parte que está abierta al público es el museo, que cuenta con 2 exposiciones, una permanente sobre los primeros pobladores del estado de Baja California. Entre ellos los cucapá, una etnia indígena que continúa luchando hasta el día de hoy. En esa área, de exposición permanente, se cuenta con maniquís, artesanías, artefactos, entre otras cosas interesantes que despertará el interés de los niños. En la segunda es la que cambian periódicamente para el público, suele ser la carta fuerte del museo.
- Centro de Desarrollo Humano Integral Centenario: Este lugar no es solo un parque, es un espacio de 14 hectáreas donde por solo siete pesos que cuesta la entrada puedes disfrutar de un sinfín de actividades recreativas como lo son los deportes, siempre que se va a un sitio de estos lo primero que se piensa es que se limitan a tener canchas de basquetbol, fútbol, softball o béisbol, este no es el caso de este centro pues también tiene de fútbol rápido, americano y frontón, en todos se pueden organizar torneos.
- Parque Vicente Guerrero: Una gran opción para pasar un rato en familia, con amigos o simplemente ir a ejercitarse un rato o meditar es el parque Vicente Guerrero pues sin ningún costo se puede disfrutar de las áreas que tiene el lugar como lo son juegos, asadores, rampas para patinar, ir en bicicleta o simplemente correr. El lugar lleva muchos años y es conocido por su ambiente sano y cálido. Se organizan eventos musicales o algunos talleres para niños, mujeres o adultos en general, cuentan con el vagón de la ciencia donde ponen a los niños a ejercitar la mente y pasar un rato agradable con otros niños haciendo actividades de su edad para que no se aburran mientras están afuera. Hay varias tiendas para que puedan comer, consumir botanas o tomar algo. Afuera generalmente hay puestos para que las personas conozcan otras culturas, en algunas fechas se encuentran las personas de la región de Oaxaca que llegan a Mexicali a compartir un poco de lo que viven en su tierra como la comida, nieves, ropas, músicas, instrumentos musicales, y recuerdos para cualquier ocasión. Se le atiende a las personas muy bien y hay espacio para poner el carro y no batallar pues la entrada está muy cerca.
- Bosque y Zoológico de la ciudad: Espaciosa área con juegos para niños, museo botánico, zoológico, cafetería, prados verdes, asadores, teatro al aire libre, lago y parque acuático. Servicios y atractivos que ofrece: Áreas verdes, asadores, chapoteadero, juegos recreativos, el lago para pasear en las lanchas, un aviario, juegos infantiles, tobogán gigante, tren de vía, jardín botánico desértico, paseo de las culturas prehispánicas, zoológico, mini zoo, sala audiovisual, museo de historia natural, teatro al aire libre, casa del oso, palapas, tienda de recuerdos, tirolesa, restaurante el lago, fuente de sodas, área para caminar y trotar, estacionamiento. Además de eventos artísticos que se están presentando, Casa de la energía, tiene área de comida.
- Juventud 2000: Áreas verdes, áreas para niños con capacidades diferentes, gimnasio, alberca, circuito de bicicleta, enfermería, estacionamiento, etc. Se imparten clases de diversas disciplinas deportivas.
- Fiestas del Sol: Es un evento llevado una vez al año desde 1976 en Mexicali, cuenta con eventos musicales, juegos mecánicos, área de comida, antojos, exposiciones y promociones de ventas, shows entre muchas cosas más.
- Centro de espectáculos Promocasa: Es un foro donde se llevan a cabo muchos eventos, desde conciertos con artistas nacionales e internacionales, así como de la Orquesta de Mexicali, también se renta para conferencias y deportes. El box es algo que mantiene a los mexicalenses muy al tanto de este lugar pues quieren ser parte de este tipo de atracciones. Cuando se llevan a cabo las Fiestas del Sol y feria de las Fiestas del Sol, el palenque abre sus puertas para recibir el Torneo de Gallos y espectáculos musicales.
- Estadio Farmacias Santa Mónica (Anterior Nido de los Águilas): El estadio fue edificado en la ciudad deportiva de Mexicali, Baja California entre los años de 1972 y 1973, fue concebido como parque para la práctica del deporte a nivel aficionado. En 1975 con motivo de la incorporación de club Águilas de Mexicali se convirtió en la sede del equipo.
- Ciudad Deportiva: Son las instalaciones donde los deportistas de alto rendimiento llevan a cabo su entrenamiento para competencias a nivel municipal, estatal, nacional e internacional, al igual donde cualquier individuo puede gozar de las instalaciones para ejercitarse y convivir de una manera sana. Cuenta con múltiples áreas para practicar una variedad de deportes diferentes como lo son tenis, box, tiro con arco, natación, entre otros. Cuenta con estadio de béisbol, alberca olímpica, pista de caminata y auditorio donde se juega basketball. Está ubicada entre calles Calzada Aviación y Cuauhtémoc. La ciudad deportiva es una facilidad que ayuda a entrenar a todos los aspirantes deportistas de Mexicali, desde los equipos representativos, atletas profesionales, hasta futuros olímpicos.

### Monumentos
- Monumento a Lázaro Cárdenas

Está ubicado en la glorieta del Blv. Lázaro Cárdenas y Blv. Benito Juárez. A escala 1:7, con el frente hacia el Sur y los brazos extendidos, con la escultura de un hombre y mujer a cada lado, y con material de bronce, fue esculpida en el año de 1978 por Julián Martínez.
- Monumento a Benito Juárez

Está ubicado en el bulevar Benito Juárez, calle Francisco L. Montejano y Calzada Justo Sierra. Fue esculpida en el año de 1973 por Julián Martínez.
- Monumento a Rodolfo Sánchez Taboada

En Blvd. Benito Juárez - Carretera a San Felipe y Carretera a San Luis Río Colorado.
- Monumento a los Pioneros

En calzada Independencia frente al centro cívico.
- Monumento a Francisco Zarco

En el bulevar Lázaro Cárdenas y Carretera a Tijuana - calle Heroico Colegio Militar.

### Transporte
La ciudad de Mexicali cuenta con distintos medios de transporte:
- Autobús, con la Central de Autobuses Mexicali, en centro cívico.
- Un aeropuerto internacional operado por GAP.
- Transporte público: Autobuses y Taxis.
- El 1 de septiembre de 2015 se anunció que la aplicación "Easy Taxi" operará en Mexicali a partir del mes de[octubre de 2015 con una primera etapa de cien automóviles último modelo.
- Transporte a través de las apps: UBER, inDrive y Didi .

## Medios de comunicación
Mexicali cuenta con diversos Medios de comunicación, a continuación los canales de TV abierta disponibles en Mexicali (Se retirarán mediante apagón analógico decretado por el Instituto Federal de Telecomunicaciones el 26 de marzo de 2015.

### Lista de Canales de TV en Mexicali, San Luis Río Colorado y El Centro CA / Yuma AZ
Televisión Digital HD en México y Estados Unidos
- 1.1 XHAQ-TDT Azteca Uno (Mexicali, B.C. Mex)
- 1.2 XHAQ-TDT ADN 40 (Mexicali, B.C. Mex)
- 2.1 XHLRT-TDT Las Estrellas (San Luis Río Colorado - Sonora. Mex)
- 2.1 XHBM-TDT Las Estrellas (Mexicali, B.C. Mex)
- 2.2 XHBM-TDT Foro TV (Mexicali, B.C. Mex)
- 3.1 XHCTME-TDT Imagen Televisión (Mexicali, B.C. Mex)
- 3.4 XHCTME-TDT Excélsior TV (Mexicali, B.C. Mex)
- 4.1 XHBC-TDT 4 XHBC (Mexicali, B.C. Mex)
- 5.1 XHMEX-TDT Canal 5* (Mexicali, B.C. Mex)
- 5.1 XHLRT-TDT Canal 5* (San Luis Río Colorado - Sonora. Mex)
- 7.1 KVYE-DT Univisión 7 (El Centro - Yuma)
- 7.2 KVYE-DT Azteca América (El Centro - Yuma)
- 7.3 KVYE-DT Comet (El Centro - Yuma)
- 7.4 KVYE-DT Charge! (El Centro - Yuma)
- 7.5 KVYE-DT Court TV (El Centro - Yuma)
- 9.1 KECY-DT Fox 9 (El Centro - Yuma)
- 9.2 KECY-DT ABC 5 (El Centro - Yuma)
- 9.3 KECY-DT THE CW 6 (El Centro - Yuma)
- 9.4 KESE-DT Telemundo 3 (El Centro - Yuma)
- 10.1 XHMEE-TDT NU9VE (Mexicali, B.C. Mex)
- 11.1 KYMA-DT NBC 11 (El Centro - Yuma)
- 13.1 KYMA-DT CBS 13 (El Centro - Yuma)
- 13.3 KYMA-DT Estrella TV (El Centro - Yuma)
- 13.4 KYMA-DT ION Televisión (El Centro - Yuma)
- 15.1 XHRCS-TDT TELEMAX (San Luis Río Colorado - Sonora)
- 20.1 XHEXT-TDT Azteca 7 (Mexicali, B.C. Mex)
- 20.2 XHEXT-TDT A+ (Mexicali, B.C. Mex)
- 24.1 K24NI-DT Good News TV (Yuma AZ)
- 24.2 K24NI-DT GNTV Latino (Yuma AZ)
- 24.3 K24NI-DT GNTV Kids (Yuma AZ)
- 24.4 K24NI-DT Amazing Facts TV (Yuma AZ)
- 35.1 KESE-DT Telemundo 3 Repetidora 9.4 (El Centro - Yuma)
- 54.1 KAJB-DT Unimas 54 (El Centro - Yuma)
- 54.2 KAJB-DT LATV (El Centro - Yuma)
- 54.3 KAJB-DT TBD (El Centro - Yuma)
- 54.4 KAJB-DT Stadium (El Centro - Yuma)
- 66.1 XHILA-TDT Canal 66 "El Canal de las Noticias" (Mexicali, B.C. Mex)
- 66.2 XHILA-TDT Canal 66 "El Canal de las Noticias" (Mexicali, B.C. Mex)
- 66.3 XHILA-TDT Milenio Televisión (Mexicali, B.C. Mex)
- 66.4 XHILA-TDT Once Niñas y Niños (Mexicali, B.C. Mex)

### Estaciones de Radio (AM,FM)
- 790 XESU-AM La Dinámica
- 820 XEABCA-AM Ke Buena
- 850 XEZF-AM Buenísima
- 910 XEAO-AM Radio Mexicana
- 940 XEMMM-AM W Radio
- 990 XECL-AM La Rocola 990
- 1050 XED-AM La Grand D
- 1120 XEMX-AM Noticias MVS 1120
- 1150 XERM-AM PSI Radio
- 1190 XEMBC-AM Nortenisima
- 1260 XEMW-AM Río Digital
- 1340 XEAA-AM 1340 AM
- 1370 XEHG-AM Vida
- 1490 KGBA-AM La Voz que Inspira (Herber, CA)
- 88.7 KUBO-FM Radio Bilingüe (Calexico, CA)
- 89.9 XHSOL-FM Súper 89.9
- 90.7 XHMOE-FM Los 40
- 91.5 XHJC-FM Exa FM
- 91.9 KYRM-FM Radio Manantial (Yuma, AZ)
- 92.3 XHMMF-FM La Bestia Grupera
- 94.5 KSEH-FM La Suavecita (Brawley, CA)
- 94.9 K235BX-FM Radio Nueva Vida (Calexico, CA)
- 96.9 XHMUG-FM La Poderosa
- 97.7 KQVO-FM Public Radio HD Radio (El Centro, CA)
- 98.3 XHMIX-FM Power 98 Jams
- 99.3 KMXX-FM La Tricolor (Imperial, CA)
- 100.1 KGBA-FM KGBA-FM (Holtville, CA)
- 101.3 XHABCA-FM Ke Buena HD Radio
- 101.9 XHPF-FM FM Globo
- 103.3 XHVG-FM La Mejor FM
- 104.1 XHBA-FM Radio Universidad
- 104.9 XHMC-FM La Invasora 104.9
- 105.5 XHCMS-FM Imagen Mexicali
- 105.9 XHSU-FM La Dinámica
- 106.7 XEWV-FM La Calurosa 106.7
- 107.1 XHDY-FM Radio Ranchito (San Luis Río Colorado)
- 107.5 KXO-FM FM107 (El Centro, CA)

### Estaciones de Radio por Internet
- Digital 95 FM Online
- Impulso24/7
- Radio Lever
- Las Brasas Radio
- Digital 95 FM Romántica
- Golden Hits Radio
- Digital 95 FM Oldies
- Super Radio Azul

## Hermanamientos
La ciudad de Mexicali tiene las siguientes Ciudades hermanadas alrededor del mundo:
- San Bernardino, Estados Unidos (1968)[77]
- Nankín, China (1991)[78]
- Gumi, Corea del Sur (1998)[79]
- Calexico, Estados Unidos (2006)[79]
- São José dos Campos, Brasil (2011)[79]
- Sacramento, Estados Unidos (2013)[80]
- Coachella, Estados Unidos (2015)[79][81]
- El Centro, Estados Unidos (2015)[79]

## Distancias
Municipal
- Ciudad Guadalupe Victoria 43 km
- Ciudad Morelos 50 km
- Los Algodones 64 km
- Batáquez 43 km

Estatal
- San Felipe 199 km
- Ensenada 240 km
- Rosarito 184 km
- La Rumorosa 75 km
- Tecate 128 km
- Tijuana 163 km

Nacional
- San Luis Río Colorado, Sonora 67 km
- Puerto Peñasco, Sonora 270 km
- Hermosillo, Sonora 700 km
- Los Mochis, Sinaloa 1180 km
- Culiacán, Sinaloa 1598 km
- Ciudad Obregón, Sonora 960km
- Ciudad de México 2,661 km
- Guadalajara, Jalisco 2,119 km
- Monterrey, Nuevo León 2,220 km
- Reynosa, Tamaulipas 2,430 km
- Puebla de Zaragoza, Puebla 2,784 km
- León, Guanajuato 2,342 km
- Ciudad Juárez, Chihuahua 1,520 km
- Victoria de Durango, Durango 1,810 km

Internacional
- El Centro, California 21 km
- Los Ángeles, California 368 km
- San Diego, California 200 km
- Phoenix, Arizona 416 km
- San Francisco, California 960 km
- Yuma, Arizona 68 km
- Las Vegas, Nevada 506 km